# 48 Draconis
48 Draconis är en orange jätte som ligger i stjärnbilden Draken.
48 Dra har visuell magnitud +5,56 och är synlig för blotta ögat vid någorlunda god seeing. Den befinner sig på ett avstånd av ungefär 275 ljusår.